# Kankintú (huyện)
Huyện Kankintú là một huyện (distrito) thuộc tỉnh Ngäbe Buglé ở Panama. Theo điều tra dân số năm 2000, huyện này có dân số 19670 người. Huyện Kankintú có diện tích 2420 km². Huyện lỵ đóng tại Bisira.